# Aiptasia prima
Aiptasia prima är en havsanemonart som först beskrevs av Stephenson 1918.  Aiptasia prima ingår i släktet Aiptasia och familjen Aiptasiidae. Inga underarter finns listade i Catalogue of Life.